# Křenice (Klatovyi járás)
Křenice település Csehországban, a Klatovyi járásban. Křenice Biřkov, Ježovy, Srbice, Chudenice és Ptenín településekkel határos. Lakosainak száma 218 fő (2024. január 1.).

## Népesség
A település lakosságának változását az alábbi diagram mutatja:
| Lakosok száma | 573  | 637  | 593  | 372  | 256  | 179  | 210  | 203  | 217  | 218  |
|               | 1869 | 1890 | 1921 | 1950 | 1980 | 2001 | 2017 | 2019 | 2022 | 2024 |

## Galéria

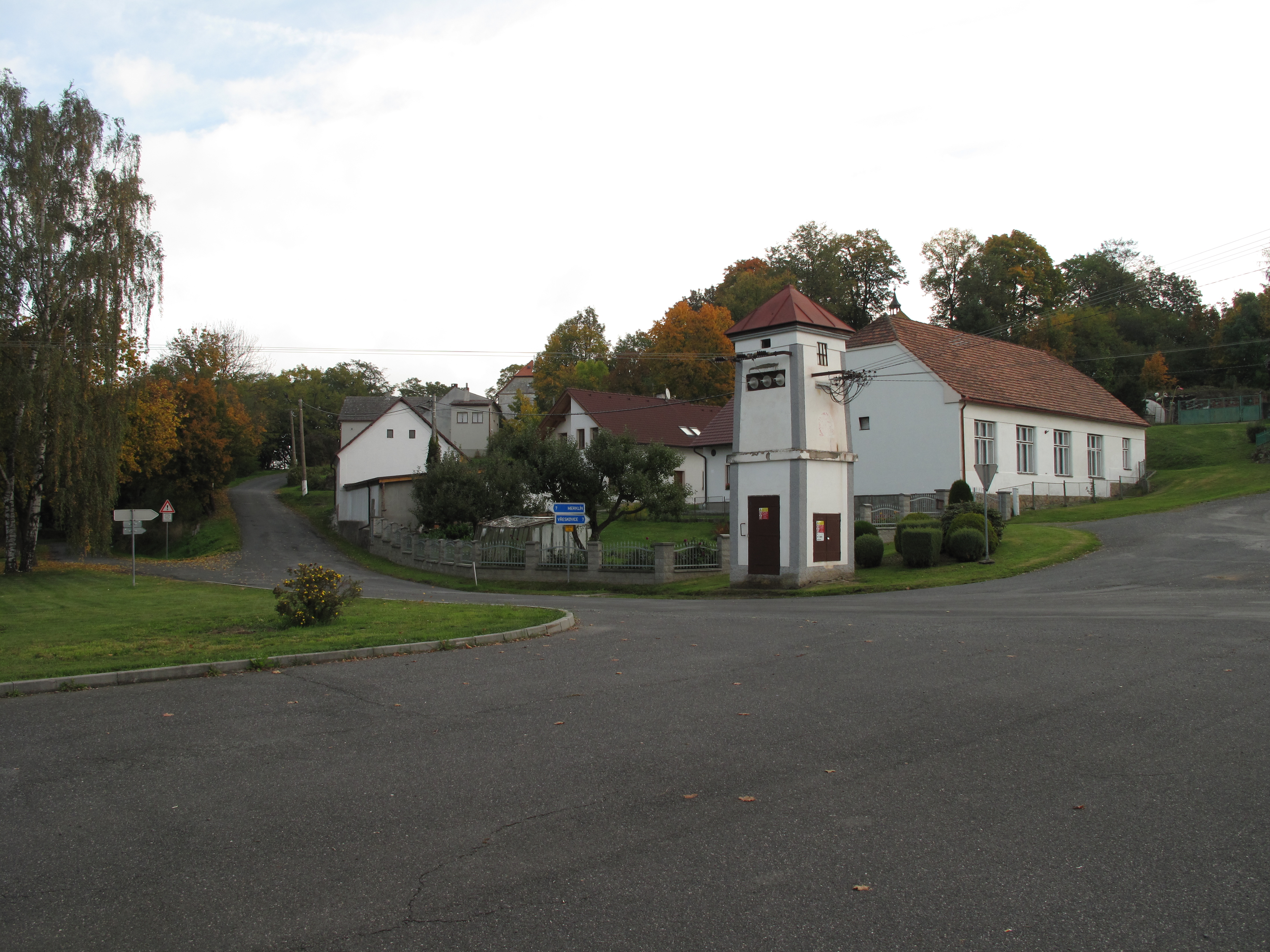
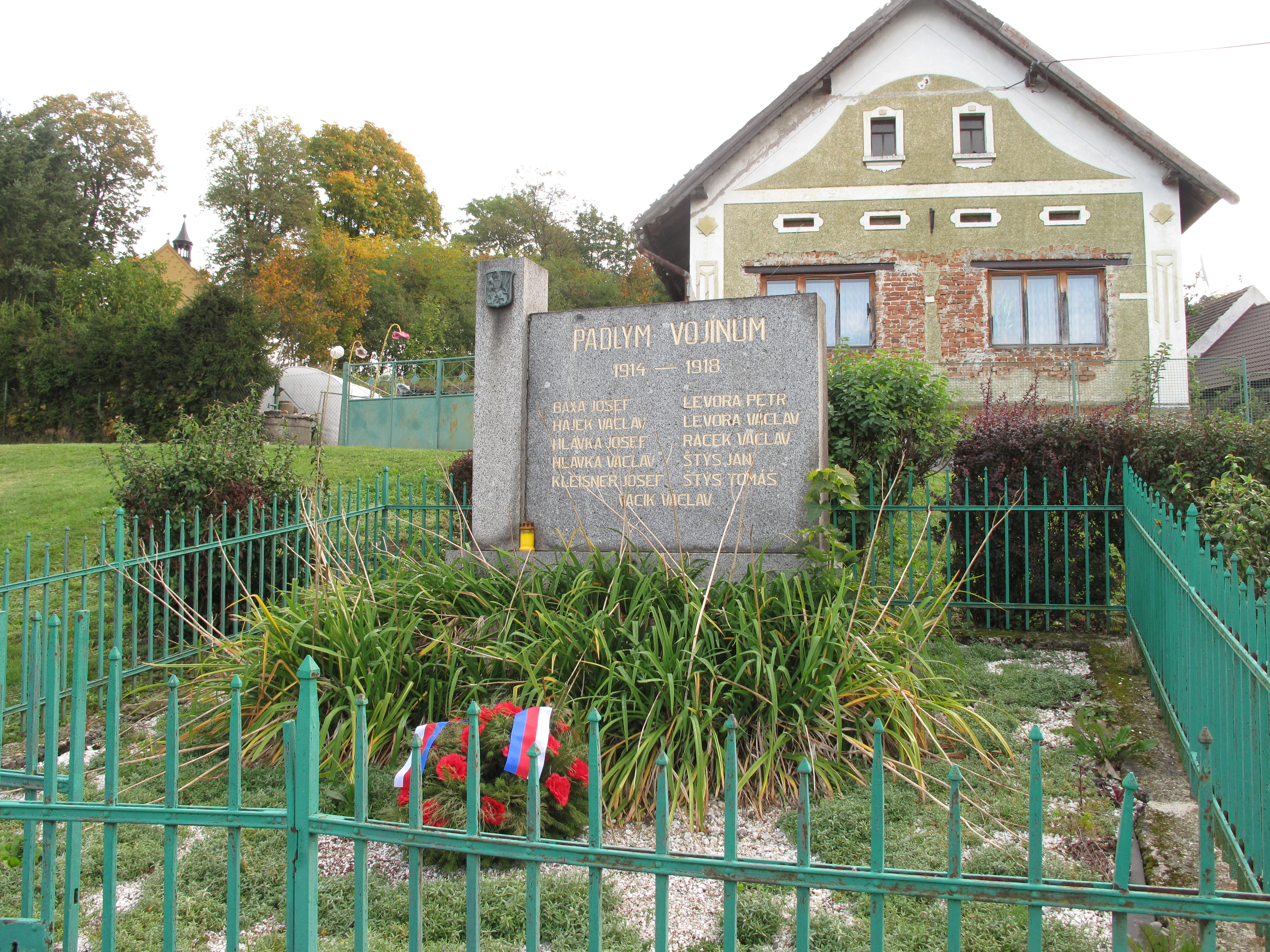
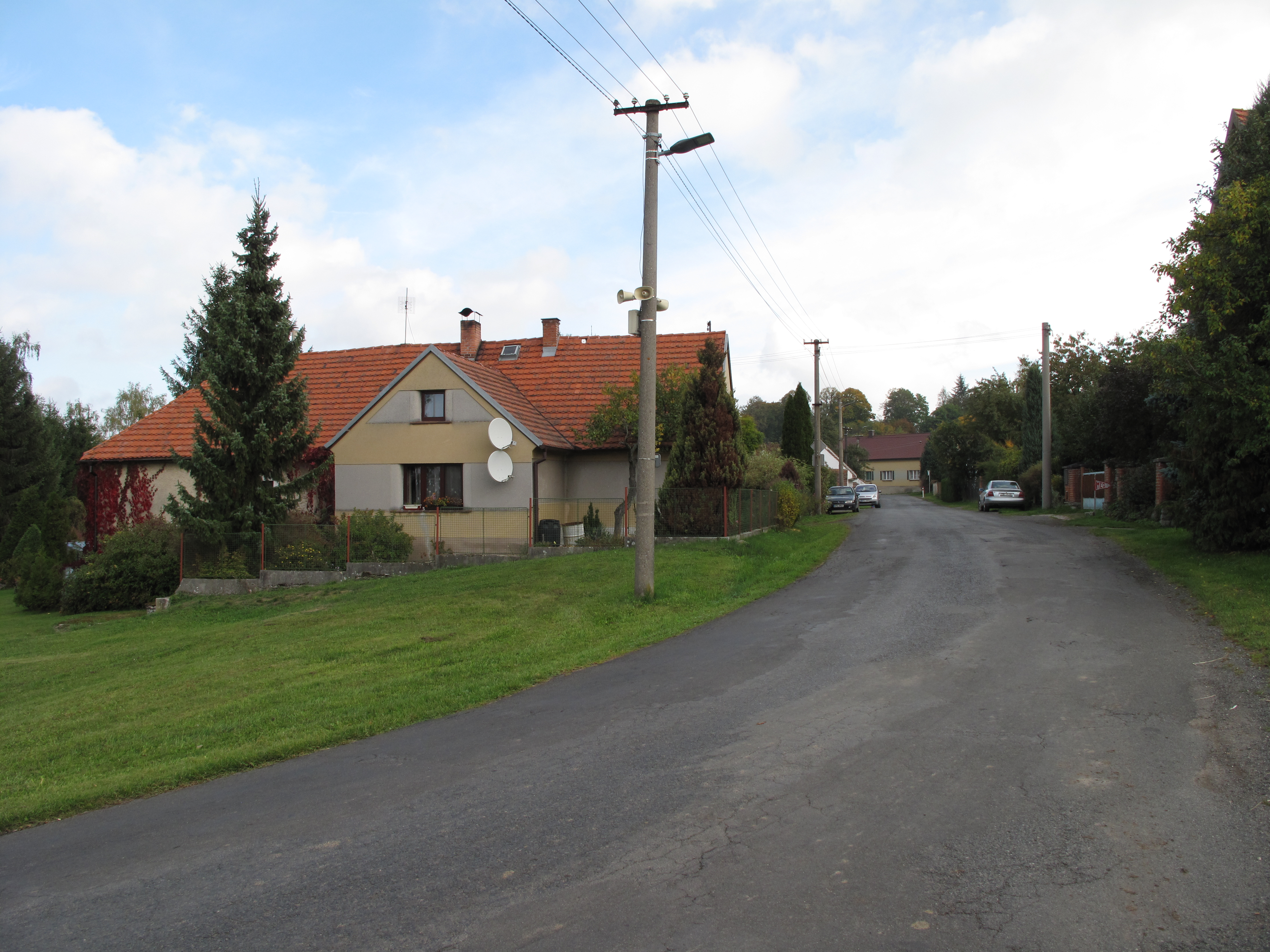